# HMC Westeinde
Het HMC Westeinde is een ziekenhuis in Den Haag. Het maakt samen met Antoniushove en Bronovo deel uit van het Haaglanden Medisch Centrum. Het ziekenhuis is gevestigd aan de Lijnbaan.

## Geschiedenis
Het Westeinde werd opgericht in 1873 door pater Marijnen. Het werd dus een katholiek ziekenhuis, onder de naam St. Joannes de Deo en dat heeft lang een stempel op de zorg gedrukt. De pater verzamelde zelf het geld om het ziekenhuis op te richten en vond notaris C.J. Schiefbaan bereid het pand aan te schaffen. Er is nog steeds een Schiefbaanzaal en in een andere vergaderzaal hangen de portretten van notaris Schiefbaan en zijn echtgenote.
In 1938 werd een groot hoofdgebouw evenwijdig aan het Westeinde geopend, dat nog steeds bestaat. In 1969 werd de naam van het ziekenhuis officieel veranderd in Westeinde Ziekenhuis. In 1979 kreeg het Westeinde aanvullend een nieuw gebouw, weer aan de gelijknamige straat, het Westeinde. In 1998 ging het Westeinde Ziekenhuis op in het MCH. In 2015 fuseerden Medisch Centrum Haaglanden en Bronovo-Nebo. In 2016 werd de naam gewijzigd in HMC (Haaglanden Medisch Centrum). Ook in 2015 werd de spoedeisende hulp (SEH) ingrijpend verbouwd om in de toekomst meer patiënten sneller te kunnen helpen. Begin 2018 werd de spoedeisende hulp opgeleverd en officieel in gebruik genomen. Direct daarna volgde een ander ingrijpende verbouwing op het poliplein (begane grond en 1e etage). Begin 2019 werd het poliplein opgeleverd en in gebruik genomen.

## Bereikbaarheid
Locatie Westeinde is te bereiken met tram 2 en RandstadRail 3 en 4, halte HMC Westeinde.